# 弔問外交
弔問外交（ちょうもんがいこう）とは、元首や政府要人などの死去に伴う葬儀（国葬を含む）において、各国の政府要人らが会葬する機会を利用して展開する外交のこと。一般には各国からの弔問団の派遣を受け入れる形で多国間で行われるものを指すが、緊張関係にある二国間で弔問団の派遣と受入れが行われる場合も弔問外交と呼ばれる場合がある。

## 概要
元首や政府要人が在任中に死去した場合の葬儀の場合が対象となるが、中には元首や行政府長の経験者の死去の場合もある。
昔は移動において時間がかかった為に、本国で活動する政府要人が外国の葬式に参列できないことが多く、現地に滞在する大使等しか参列できないこともあった。鉄道や飛行機等、乗り物が進歩し移動時間が短くなると、政府首脳や政府高官らが外国の葬式に参列しやすくなった。
元首や元・元首の葬儀となると、弔問外交を意識している側は、国家元首や閣僚、君主国の君主や親族、政府首脳経験者が特派大使として参列する。亡くなった人物が国際社会で果たした役割が重要なほど、参集する政府代表の格も高くなる傾向があり、大統領や首相級が参集するとなると、かなり重要なことが即決される可能性がある。その場合、格下の者、たとえば役人などを葬儀に参列させても大統領や首相には会ってもらえず、弔問外交は失敗する。通常、病死であれ事故死であれ暗殺であれ、人の死期は正確には予期できないものなので、弔問外交でトップ外交を成功させるには、重要人物の突然の弔報と葬儀予定日が報じられたら、大胆な予定変更を行い弔問の場に駆けつけるすばやさ・柔軟さ・機動力が、大統領や首相、その人物を補佐する人々などに必要となる。
"重要人物の葬儀に参加するため"という大義名分があれば、国交が途絶えた国家間の首脳・閣僚ですら、同じ場所、葬儀会場にさりげなくいることができ、報道記者に話を立ち聞きされにくい状況の中で "葬儀参列者間のなにげない雑談"という体でさりげなく言葉を交わすことができる機会となり、それをきっかけとして、国交が途絶えた国家間ですら外交を開始することができる。
現役で死去した最高指導者の葬儀の場合は、新指導者・指導部による外交の事始めとしても注目される。
なおローマ教皇の葬儀は、世界で13億人の信徒を擁するカトリック教会の最高指導者の葬儀というだけでなく、フランス、スペイン、イタリアなど"カトリック国"と呼ばれるカトリックが主要な宗教の国の首脳級が弔問する場であり、さらにカトリックとプロテスタントが半々ほどのドイツやカナダ、またカトリックから派生し今もカトリックと親和性がある英国国教会の国であるイギリスからも首脳級が弔問し、さらにプロテスタントが主流のキリスト教国（アメリカ合衆国も含む）からも首脳級が集まり、結果としてG7会議の首脳とほぼ同じ顔ぶれが揃い、さらに宗教が全く異なるイスラーム圏やアラブ諸国（≒ 産油国）からも重要人物が弔問するので、"単なる一宗教の一指導者の葬儀"という捉え方はかなり認識不足であり、世界各国の首脳らが教皇の葬儀を重要な外交の場と捉えているのと同様に、日本人も教皇の葬儀を"世界から最重要人物が一同に参集する特別に重要な弔問外交の場"と捉える必要がある。

## 具体的事例
「弔問外交」と呼ばれた事例
- ハロルド・ホルト[5]（1967年12月）

オーストラリア首相在職時、遊泳中に失踪し死亡宣告。告別式には、折からオーストラリアと共にベトナム戦争に参戦中のアメリカ合衆国、南ベトナム、韓国、タイ、フィリピン等の首脳が参集。
- ヨシップ・ブロズ・チトー[6]（1980年5月）

非同盟主義国ユーゴスラビアの最高指導者（ユーゴスラビア共産主義者同盟総書記・前大統領）であるチトーの葬儀には、対立中のソビエト連邦最高指導者ブレジネフを含めた東西両陣営および非同盟主義国の首脳が参集した。代表が参列した国は119か国とされる。
- レオニード・ブレジネフ[4]（1982年11月）

ソビエト連邦共産党書記長在任中に死去したブレジネフの葬儀は、後継指導者アンドロポフの外交デビューの場となる。以降、立て続けに書記長のアンドロポフ、チェルネンコが死去し、同様に葬儀が新書記長の顔見世の場となった。
- マミー・アジュワ[8]（1983年3月）

コートジボワール大統領フェリックス・ウフェ＝ボワニの姉。本人の政治的活動は特に無かったにもかかわらず、アフリカ諸国から、大統領8名・元首名代5名・閣僚級5名、およびアフリカ統一機構事務総長が弔問に訪れた。
- 昭和天皇[2][9]（1989年2月）

大喪の礼に164か国の代表が参列。長年対立してきた中国とインドネシアの国交回復交渉の開始や、当時懸案の中東和平について首脳間のやりとりがあったとされる。
- イツハク・ラビン[2]（1995年11月）
- ヤーセル・アラファート[2]（2004年11月）
- ヨハネ・パウロ2世（ローマ教皇）[11]（2005年4月）

ブッシュ米大統領、チャールズ英皇太子とブレア英首相、シラク仏大統領、ケーラー独大統領とシュレーダー独首相、カナダのマーティン首相、ロシアのフラトコフ首相が参列し、首脳会談も行われた。しかし、日本が派遣したのは川口順子首相補佐官だけで、首相級ではない川口氏は大国の首脳と会談することはできず、日本は弔問外交に失敗した。
- ボリス・エリツィン（元・ロシア連邦大統領）（2007年4月25日）

国葬として行われた葬儀に世界各国の現旧指導者が参列した。「米国のクリントン前大統領とブッシュ元大統領、ドイツのケーラー大統領、メージャー英元首相、欧州各国の外相のほか、旧ソ連構成国の首脳が顔をそろえた。日本からは『葬儀に間に合う商用便がなかった』（塩崎恭久官房長官）との理由で斎藤泰雄大使の参列にとどまり、ロシアのメディアは驚きをもって受け止めている。」と産経新聞で報じられたことが衆議院の質問事項ともなり、日本の外交の失敗と指摘された。
- マーガレット・サッチャー[14]（2013年4月）
- ネルソン・マンデラ（南アフリカ共和国元大統領）[15]（2013年12月）

「史上最大規模の弔問外交」と言われた。
- リー・クアンユー（シンガポールの初代首相）[17]
- 李登輝（元・台湾総統）[18]（2020年10月）
- エリザベス2世（2022年9月）[19][20]

168ヵ国500人以上の国家元首や高官が招待された。
- 安倍晋三（元首相）[21]（2022年9月）

元首相の葬儀を国葬扱いとすることに批判が出て、世論は賛否が割れたが、岸田首相は弔問外交の場ともなる、と釈明した（そう釈明されたが、実際に弔問外交の場となったか、成果があったかどうかは全く不明）。なおこの葬儀を国葬としたことで、「民主主義の敵である安倍晋三の葬儀を国葬で行ったのが許せなかった」として、岸田首相は襲撃された）

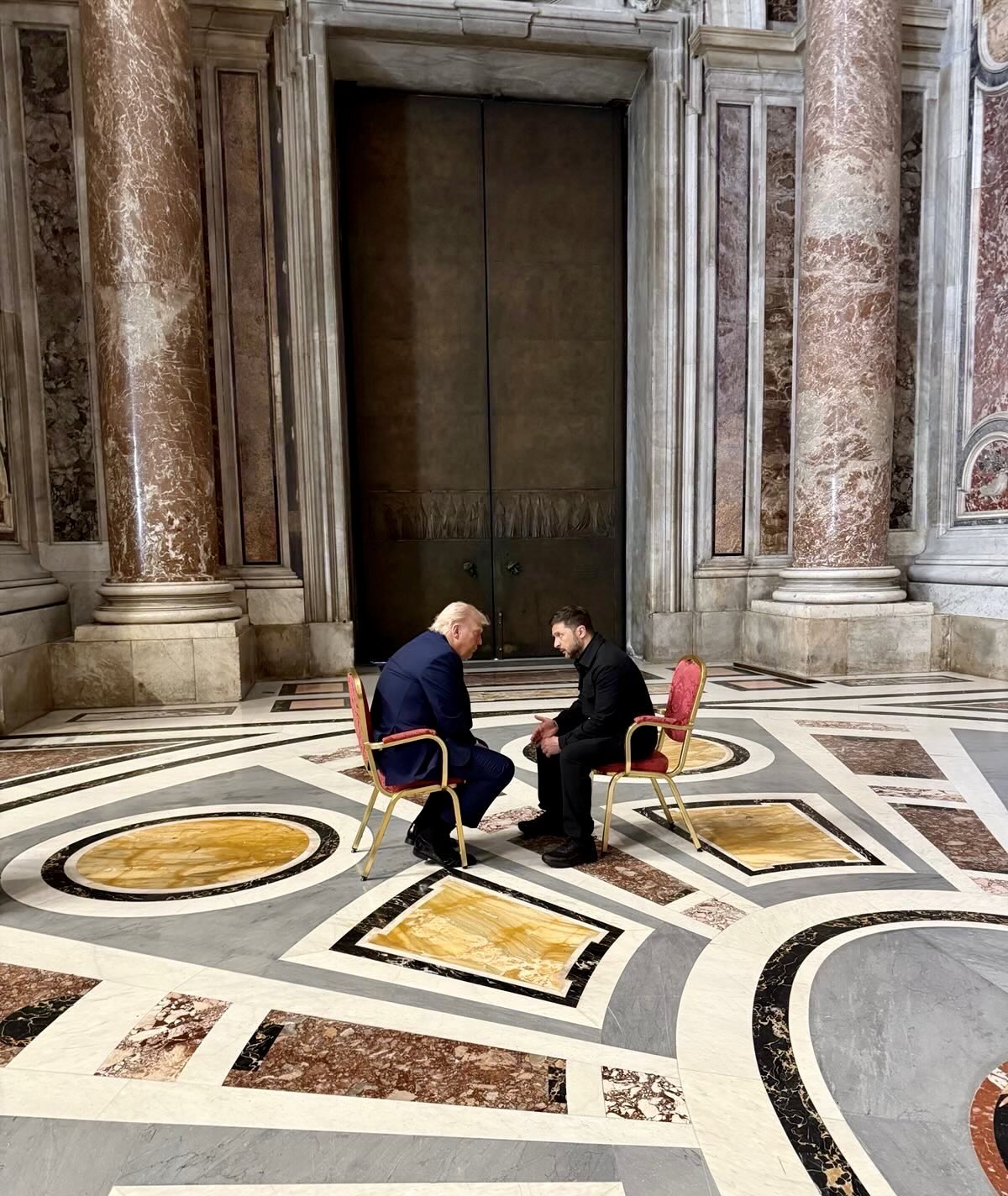
ローマ教皇フランシスコの葬儀の弔問の折、バチカンのサン・ピエトロ大聖堂で"ひざ詰め"で話し合うトランプ大統領とゼレンスキー大統領

- フランシスコ（ローマ教皇）[23][24]（2025年4月）

142カ国の代表が参列した（その大部分は大統領や首相や副大統領や外務大臣であった。ローマ教皇フランシスコの葬儀の参列者の一覧（英語版）が参照可）
2月にアメリカのホワイトハウスでドナルド・トランプ大統領とウクライナのゼレンスキー大統領が、ロシアによるウクライナ侵攻の和平案作成のため、トランプ的用語で言えばディール（取引）のための会談をした際は両者は折り合えずテレビカメラ前で激しい口論となり決裂したが、このバチカンでの弔問の際にトランプとゼレンスキーが一対一で "ひざ詰め" で話したことで両者の関係修復が進み、弔問数日後の4月末日にはウクライナの鉱物資源開発のための基金を両国が共同で設立しアメリカは貴重な鉱物をウクライナから得る代わりに資金や防空システムなどをウクライナに提供するという内容の協定が締結され、弔問外交の成果が出た。
日本からは日本代表として岩屋毅外務大臣が参列し、葬儀会場において各国の首脳や外相、欧州理事会議長、欧州委員会委員長などと短時間懇談した。